# Arizelana bibatrix
Arizelana bibatrix är en fjärilsart som beskrevs av Diakonoff 1953. Arizelana bibatrix ingår i släktet Arizelana och familjen vecklare. Inga underarter finns listade i Catalogue of Life.